# Mateča voda in Bistrica
Mateča voda in Bistrica este o arie protejată (arie specială de conservare — SAC, sit de importanță comunitară — SCI) din Slovenia întinsă pe o suprafață de 197,83 ha, integral pe uscat.

## Localizare
Centrul sitului Mateča voda in Bistrica este situat la coordonatele 45°45′43″N 14°34′36″E / 45.762°N 14.5767°E.

## Înființare
Situl Mateča voda in Bistrica a fost declarat sit de importanță comunitară în aprilie 2004 pentru a proteja 1 specie de plante și 4 specii de animale. Situl a fost protejat și ca arie specială de conservare în februarie 2012.

## Biodiversitate
Situată în ecoregiunea alpină, aria protejată nu include niciun habitat protejat.
La baza desemnării sitului se află mai multe specii protejate:
- plante (1): Primula carniolica
- nevertebrate (4): Austropotamobius torrentium, fluturele-tigru (Callimorpha quadripunctaria), Cordulegaster heros, Vertigo angustior